# 김태호 (1992년 4월)
김태호(한국 한자: 金兌昊, 1992년 4월 2일 ~ )는 대한민국의 전 축구 선수이며, 포지션은 공격수였다.